# Stagleap Provincial Park
Der Stagleap Provincial Park ist ein 1133 Hektar großer Provincial Park in der kanadischen Provinz British Columbia. Der Park liegt im Südosten der Provinz, im Regional District of Central Kootenay, mit dem Kootenay Pass und dem Bridal Lake im Zentrum.

## Anlage
Der Park liegt in den Selkirk Mountains, nördlich und südlich des in Ost-West-Richtung verlaufenden Highway 3, dem Crowsnest Highway. Er liegt dabei zwischen Salmo im Westen und Creston im Osten.
Bei dem Park handelt es sich um ein Schutzgebiet der Kategorie II (Naturpark).

## Geschichte
Wie bei fast allen Provincial Parks in British Columbia gilt auch für diesen, dass er lange bevor die Gegend von europäischen Einwanderern besiedelt oder sie Teil eines Parks wurde, Jagd- und Fischereigebiet verschiedener Stämme der First Nations, hier der Ktunaxa war.
Der Provincial Park wurde am 17. August 1964 eingerichtet. Seit seiner Einrichtung wurde sein Status neu festgelegt und die Grenzen geändert.

## Flora und Fauna
In British Columbia wird das Ökosystem mit dem Biogeoclimatic Ecological Classification (BEC) Zoning System in verschiedene biogeoklimatischen Zonen eingeteilt. Biogeoklimatische Zonen zeichnen sich durch ein grundsätzlich identisches oder sehr ähnliches Klima sowie gleiche oder sehr ähnliche biologische und geologische Voraussetzungen aus. Daraus resultiert in den jeweiligen Zonen dann auch ein sehr ähnlicher Bestand an Pflanzen und Tieren. Innerhalb des Ökosystems von British Columbia wird das Parkgebiet im Wesentlichen der Engelmann Spruce – Subalpine Fir Zone zugeordnet (ESSF).
Der Park und seine Umgebung beherbergen dabei verschiedene seltene oder gefährdete Arten.

## Aktivitäten
Der Park ist ein sogenannter „Day-Use Park“ und bietet keine ausgeprägte touristische Infrastruktur wie Stellplätze für Wohnmobile und Zelte. Neben der Nutzung zur Tierbeobachtung wird der Park auch zum Wandern und für den Wintersport genutzt.